# Ioan al II-lea al Aragonului
Ioan al II-lea (n. 29 iunie 1398, Medina del Campo⁠(d), Castilia și León, Spania – d. 20 ianuarie 1479, Barcelona, Catalonia, Spania) a fost regele Aragonului din 1458 până în 1479 și jure uxoris rege al Navarei din 1425 până la moartea sa. El a fost fiul lui Ferdinand I al Aragonului și a soției sale, Eleanora de Alburquerque.
În tinerețea sa, el a fost Infatul de Aragon care a luat parte la disensiunile din Castilia în timpul minorității și domnia lui Ioan al II-lea. Până la mijlocul vieții sale, el a fost locotenent general în Aragon pentru fratele său și predecesorul Alfonso al V-lea, a cărui domnie și-a petrecut-o în Italia. La bătrânețe el a fost implicat în conflicte neîncetate cu supușii săi în Aragon și cu castilienii, cu Ludovic al XI-lea al Franței și în cadrul pregătirilor pentru nunta fiului său Ferdinand cu Isabella I de Castilia, a dus la unirea coroanelor de Aragon și Castilia, creând Regatul Spaniei. Necazurile lui cu supușii săi au fost în strânsă legătură cu disensiunile tragice în propria familie.
Ioan a fost căsătorit în primul rând cu Blache I de Navara din Casa de Evreux. Prin dreptul soției sale, el a devenit rege al Navarrei, și la moartea ei, în 1441 el a fost lăsat în posesia împărăției pentru toată viața. Însă doar un fiu, Carol, se născuse din căsătoria celor doi. După a doua căsătorie a sa, cu Juana Enríquez, acesta a crescut în ură absolută, fiind încurajat de Juana. Ioan a încercat să-l priveze pe fiul său de dreptul său constituțional de a acționa în calitate de locotenent-general al Aragon în timpul absenței tatălui său. Cauza lui Carol a fost preluată de către aragonezi și încercarea regelui de a o face pe a doua sa soție locotenent-general a fost retrasă din circuit.
A urmat un lung Război Civil navarez, cu alternații de succes și eșec și s-a încheiat cu moartea lui Carol, domnitorului de Viana, probail fiind otrăvit de mama sa vitregă în 1461. Catalanii, care au adoptat cauza lui Carol și au avut nemulțumirile proprii, au fost chemați într-o succesiune de pretendenți străini, pentru un război împotriva lui Ioan al II-lea. Ultimii ani ai săi i-a petrecut confruntându-se cu aceștia. 
La bătrânețe, Ioan a fost orbit de cataractă însă și-a recuperat vederea datorită operației medicului Abiatar Crescas, un evreu. Revolta catalană a fost pacificată în 1472, dar Ioan a purtat un război care a fost un eșec, cu vecinul său regele francez până la moartea sa în 1479. El a fost urmat de către Ferdinand, fiul său din a doua căsătorie, care era deja căsătorit cu Isabela I a Castiliei. Cu moartea sa și aderarea fiul lui la tronul Aragonului, a început unificarea Spaniei sub casa regală.